# Кавун Вероніка Олексіївна
Вероніка Олексіївна Каву́н (нар. 15 червня 1985, Житомир) — українська поетеса. Член Національкої спілки письменників України (2004). Перекладачка творів американського поета Едвард Каммінгс ( 2002,  Житомир). Лауреатка літературного конкурсу «Гранослов».

## Життєпис
Вероніка Кавун народилася 15 червня 1985 року в місті Житомирі. Закінчуючи в Житомирі 11 клас, за проґрамою обміну учнями між Україною та США вчилась в американській школі (2001—2002).
Працювала на Житомирському радіо, кореспондентом в газетах «Слово Просвіти» (Київ), «Вісник» (Луцьк).
Співзасновник та керівник (2002—2004) ЖОМТО "Мистецька ґільдія «Nеабищо».
Із переїздом у Львів з 2004 року почала представляляти ґільдію на виїзді: «Nеабищо. Львівський екзил». У той же час Богдан Горобчук представляв у Києві «Nеабищо. Київський екзил».
У 2008 році закінчила факультет журналістики Львівського національного університету. Мешкає у Львові.
Друкувалась в альманахах та часописах «Першість» (2001), «Зустріч 2000—2001», «Неабищо» (2002), «Провінція», «Гранослов» (Київ), «Останнїй zошит постфутуриzму» (2003), «Nеабищо the best» (2003), «Четвер» (Львів, 2004), «Бозна-640» (2006) тощо. У творчості звертається до проблем буття та самовизначення.

## Доробок
Автор поетичних збірок «Задзеркалля», «Завтра», «Зимні інтеґрали», «Плод» 